# Auximella harpagula
Auximella harpagula là một loài nhện trong họ Amaurobiidae.
Loài này thuộc chi Auximella. Auximella harpagula được Eugène Simon miêu tả năm 1906.